# Meltdown (книжка)
англ. Meltdown (крах, банкрутство) книжка, написана економістом Томасом Вудсом, представлена в 2009 році конгресменом Роном Полом. Присвячена глобальній фінансовій кризі 2008 року.
Основна теза книги: Спроби подолати кредитну кризу (яка є наслідком державного втручання) виділенням фінансової допомоги, англ. bailout (ще більше державного втручання) не допоможуть. Державна підтримка іпотечного кредитування та надмірна монетарна експансія спричинили цю кризу. Запропоновані ліки лише погіршать стан справ. Жодне з підприємств, насправді, не завелике для банкрутства.